# Rijstazijn

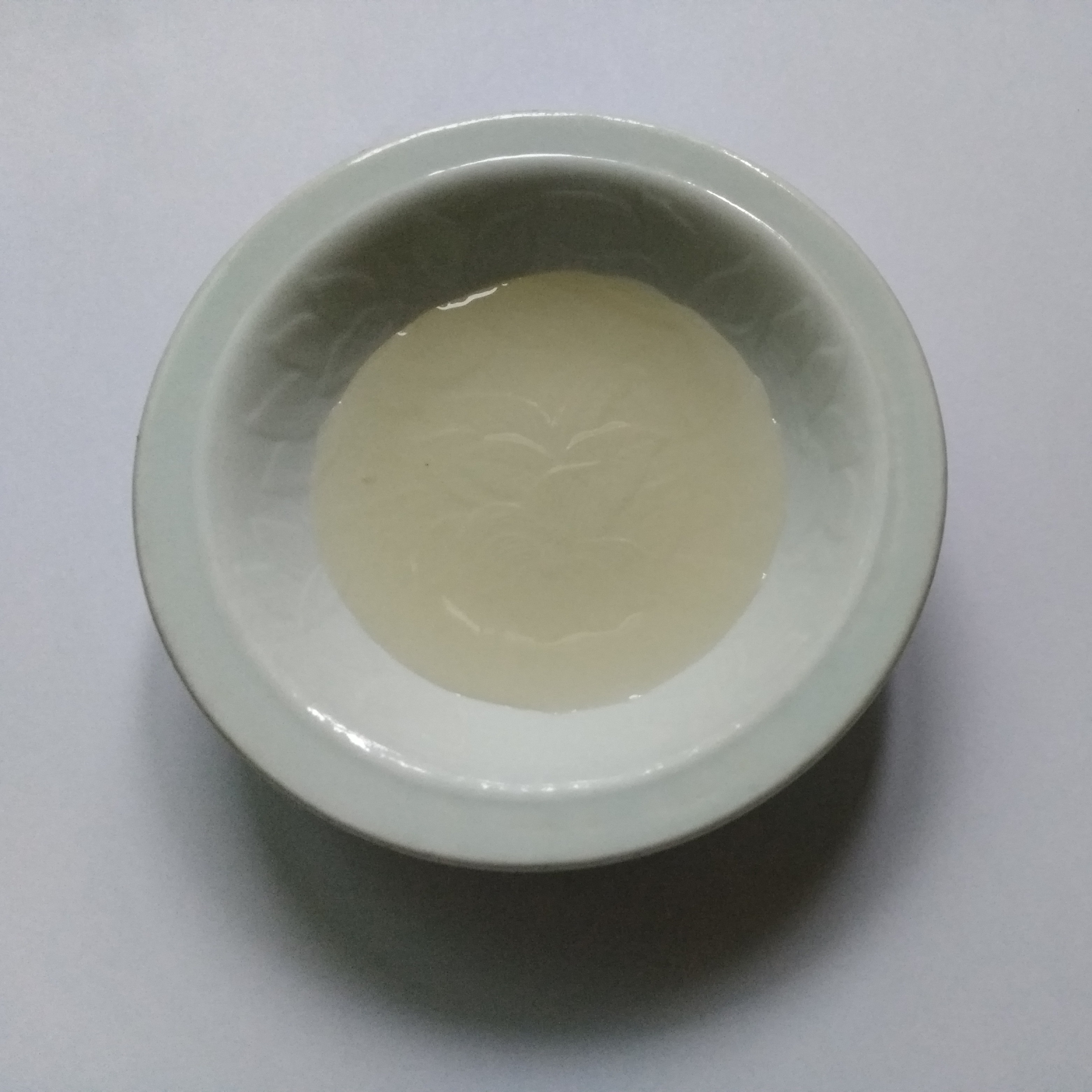
Rijstazijn

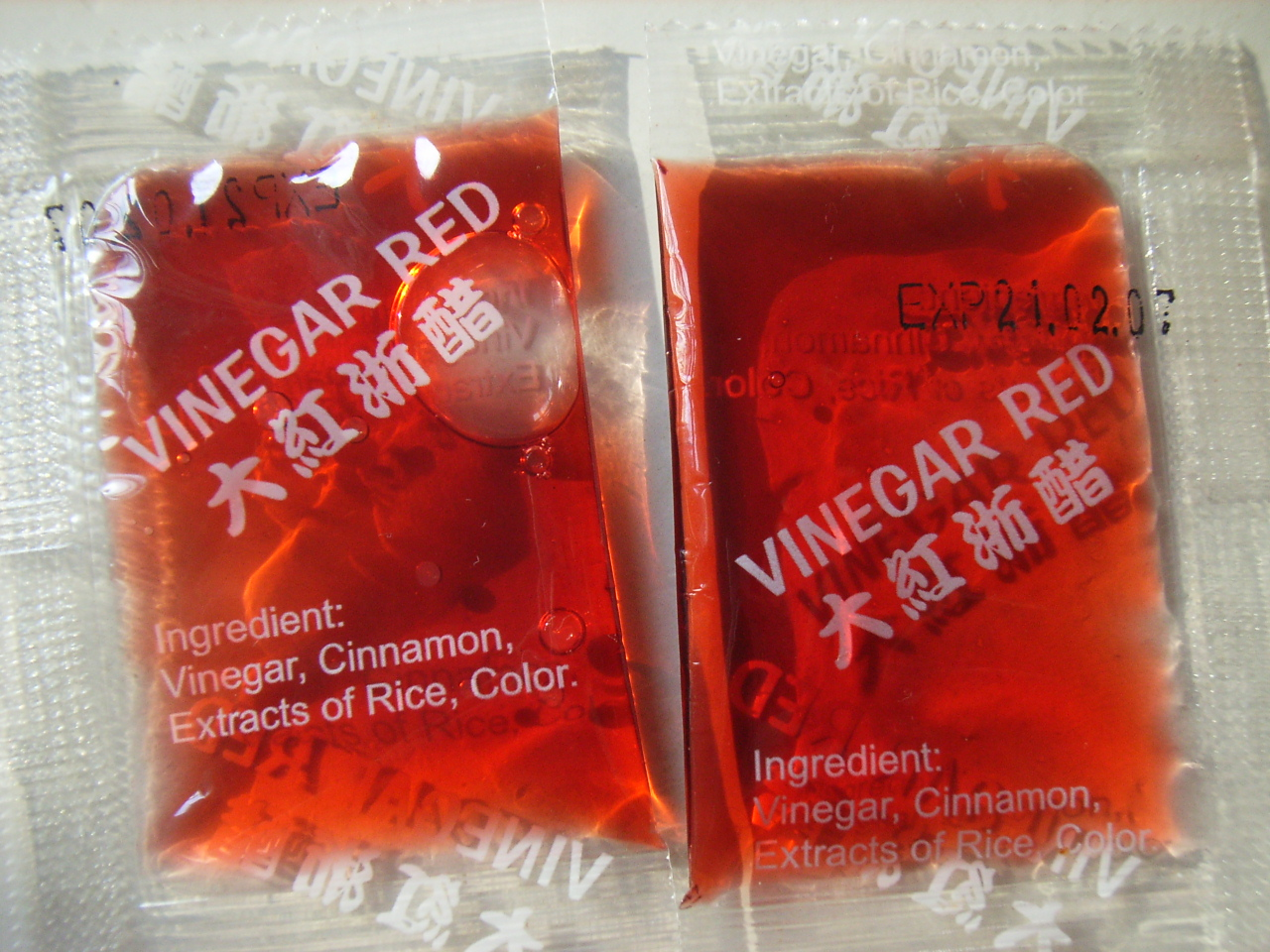
Zakjes rode rijstazijn

Rijstazijn is een soort azijn gemaakt van gefermenteerde rijst of rijstwijn. Rijstazijn wordt vooral in China, Japan, Korea en Vietnam gebruikt. De rijstazijn uit China is sterker van smaak en donkerder dan de rijstazijn uit Japan.